# Svetlana Zabolujeva
Svetlana Zabolujeva, född den 20 augusti 1966 i Mytisjtji, Ryska SFSR, Sovjetunionen, är en rysk basketspelare.
Zabolujeva var med och tog OS-guld 1992 i Barcelona. Hon tävlade för det förenade laget.